# Марука (Катанцаро)
Марука је насеље у Италији у округу Катанцаро, региону Калабрија.
Према процени из 2011. у насељу је живело 57 становника. Насеље се налази на надморској висини од 88 м.